# Мертелтаун (Каліфорнія)
Мертелтаун (англ. Myrtletown) — переписна місцевість (CDP) в США, в окрузі Гумбольдт штату Каліфорнія. Населення — 4882 особи (2020).

## Географія
Мертелтаун розташований за координатами 40°47′19″ пн. ш. 124°7′50″ зх. д. / 40.78861° пн. ш. 124.13056° зх. д. (40.788731, -124.130658).  За даними Бюро перепису населення США в 2010 році переписна місцевість мала площу 5,65 км², з яких 5,44 км² — суходіл та 0,21 км² — водойми.

## Демографія
Згідно з переписом 2010 року, у переписній місцевості мешкало 4675 осіб у 1992 домогосподарствах у складі 1078 родин. Густота населення становила 828 осіб/км².  Було 2132 помешкання (377/км²).
Расовий склад населення:
| - 84,9 % — білих - 3,3 % — азіатів - 3,0 % — корінних американців - 1,1 % — чорних або афроамериканців - 0,4 % — вихідців з тихоокеанських островів - 2,7 % — осіб інших рас |

До двох чи більше рас належало 4,5 %. Частка іспаномовних становила 8,3 % від усіх жителів.
За віковим діапазоном населення розподілялося таким чином: 19,6 % — особи молодші 18 років, 59,6 % — особи у віці 18—64 років, 20,8 % — особи у віці 65 років та старші. Медіана віку мешканця становила 41,3 року. На 100 осіб жіночої статі у переписній місцевості припадало 89,1 чоловіків;  на 100 жінок у віці від 18 років та старших — 86,7 чоловіків також старших 18 років.
Середній дохід на одне домашнє господарство  становив 70 972 долари США (медіана — 62 385), а середній дохід на одну сім'ю — 81 636 доларів (медіана — 79 228). Медіана доходів становила 44 539 доларів для чоловіків та 35 757 доларів для жінок. За межею бідності перебувало 9,8 % осіб, у тому числі 7,8 % дітей у віці до 18 років та 6,1 % осіб у віці 65 років та старших.
Цивільне працевлаштоване населення становило 2613 особи. Основні галузі зайнятості: освіта, охорона здоров'я та соціальна допомога — 20,8 %, мистецтво, розваги та відпочинок — 13,1 %, роздрібна торгівля — 12,1 %.